# Белогорье (волейбольный клуб)
«Белогорье» — мужская команда одноимённого волейбольного клуба из Белгорода. Основана в 1976 году, ранее выступала под названиями «Технолог» (1976—1981), «Локомотив» (1981—1987, 1993—1995), «Аграрник» (1987—1992), «Белогорье» (1992—1993, 1995—1997), «Белогорье-Динамо» (1997—2001), «Локомотив-Белогорье» (2001—2011). 8-кратный чемпион России, 8-кратный победитель Кубка России, 3-кратный победитель Лиги чемпионов, победитель клубного чемпионата мира 2014 года.

## История

### 1976—1991: становление
История клуба началась в 1976 году, когда ректором Белгородской государственной технологической академии строительных материалов имени И. А. Гришманова стал Вилен Алексеевич Ивахнюк. Он решил создать на базе технологической академии собственную волейбольную команду.
В дебютном сезоне «Технолог» под руководством олимпийского чемпиона, заслуженного мастера спорта Юрия Наумовича Венгеровского занял 2-е место в Кубке центрального совета добровольного спортивного общества «Буревестник». Со следующего года «Технолог» начал выступления в чемпионате России среди команд класса «А», где наивысшего достижения добился в 1979 году, став вторым. Однако этот успех не позволил белгородцам выйти в первую лигу чемпионата СССР, а спустя год после неудачно проведённого сезона «Технолог» был вынужден покинуть класс «А».
В 1981 году клуб был переименован в «Локомотив». В середине 1980-х, в сложное для команды время, в Белгород вернулся Юрий Венгеровский, собравший вокруг себя группу опытных игроков. Отношение к волейболу в городе начало приобретать профессиональные черты. Команда заняла 1-е место в студенческих республиканских соревнованиях и 2-е — во всесоюзных.
Всё время рядом с Венгеровским был Геннадий Шипулин. Неволейбольный по своим физическим данным Шипулин в состав не попадал, но из команды не уходил — помогал тренеру чем мог, выполнял любую работу. В конце 1989 года Шипулин занял пост главного тренера белгородской команды, сменившей название на «Аграрник». В 1991 году коллектив вышел в первую лигу чемпионата СССР. Перед началом чемпионата оказалось, что 14 фамилий в заявке недостаточно, так как, по регламенту, в каждой команде должно быть два состава — основной и дублирующий с несколькими запасными. Тренер вписал в заявку себя и своего помощника и получил добро на выступление «Аграрника».
Кубок СССР 1991 года из-за распада СССР остался недоигранным. Чуть позже в Обнинске собрались команды, которые наиболее успешно выступили в Кубке (в том числе и «Аграрник») и сыграли за путёвки в высшую лигу чемпионата России. Белгородцы завоевали право выступать среди сильнейших клубов страны.

### 1992—2000: первые победы
В начале 1990-х годов белгородский клуб, который уже именовался «Белогорьем», стал стремительно подниматься наверх. В 1994 году было седьмое место в чемпионате России, на следующий год — второе и победа в Кубке страны. Через год — ещё одно серебро и Кубок, игроки «Белогорья» Сергей Тетюхин и Вадим Хамутцких дебютировали в сборной России и стали участниками Олимпийских игр в Атланте. При непосредственном участии старшего тренера Юрия Венгеровского в «Белогорье» из года в год приглашались перспективные украинские игроки.
2 апреля 1997 года белгородский клуб впервые стал чемпионом России, завершив суперфинальную серию против УЭМ-«Изумруда» со счётом 3—0 (3:1, 3:2, 3:0). Первые в своей карьере титулы завоевали Дмитрий Багрей, Сергей Белянский, Сергей Брусенцев, Владислав Визовский, Дмитрий Желтуха, Иван Захватенков, Пётр Кобрин, Евгений Соков, Сергей Тетюхин, Вадим Хамутцких, Роман Яковлев. В том сезоне команда также дошла до «Финала четырёх» Кубка Кубков и выиграла бронзовые медали этого турнира.
Три следующих чемпионата вновь прошли под знаком соперничества клубов Белгорода и Екатеринбурга. В сезоне-1997/98 белгородская команда снова была сильнее, а её игроки Алексей Кулешов и Роман Яковлев дебютировали в национальной сборной, которую также возглавил Геннадий Шипулин.
В сезоне-1998/99 «львы» впервые проиграли суперфинал чемпионата России УЭМ-«Изумруду», после чего состав команды претерпел значительные изменения. В «Белогорье-Динамо» были приглашены Константин Ушаков, Станислав Шевченко и Святослав Миклашевич, но гораздо более существенными выглядели потери в лице отправившихся в Италию Сергея Тетюхина и Романа Яковлева и дебютировавшего в чемпионате Турции Вадима Хамутцких. Уступив УЭМ-«Изумруду» первую строчку по итогам регулярного чемпионата, белгородцы тем не менее вдохновенно провели суперфинальную серию и сенсационно выиграли своё третье в истории золото.

### 2001—2006: золотая эра

#### 2001/2002
По окончании чемпионата России-2000/01, в котором команда из-за травм ведущих игроков и серьёзных финансовых затруднений заняла лишь 5-е место, спонсорскую поддержку клубу стала оказывать Юго-Восточная железная дорога, и он был переименован в «Локомотив-Белогорье». Геннадий Шипулин вернул в состав Вадима Хамутцких, Сергея Тетюхина, Анатолия Биржевого, Владислава Визовского, пригласил Александра Климкина и Евгения Митькова, а в помощники — Бориса Колчина, ранее работавшего в Италии. Началась золотая эра белгородского клуба. В год дебюта в Кубке CEV «Локомотив» занял второе место, а в финальной серии чемпионата России не оставил ни единого шанса МГТУ-«Лужникам» (3—0).

#### 2002/2003
Перед началом нового сезона «Белогорье» покинули Александр Корнеев, Евгений Митьков, Владислав Визовский, Александр Климкин, Анатолий Биржевой. На позицию либеро вместо Митькова был приглашён игрок сборной Аргентины, лучший принимающий чемпионата мира-2002 Пабло Меана, ставший первым легионером столь высокого класса в российском волейболе. Но настоящим откровением в том сезоне стал фантастический прогресс в игре двух молодых «перворазрядников», вчерашних игроков второй команды белгородского клуба Аркадия Козлова и Сергея Баранова.
В марте 2003 года «Локомотив-Белогорье» стал первым российским клубом, которому удалось победить в розыгрыше Европейской Лиги чемпионов. В Милане — фактически на чужом поле — в финальном матче белгородская команда разгромила звёздную итальянскую «Модену» — 3:0, лидером которой являлся бывший игрок «Белогорья» Роман Яковлев. В блестящем стиле, выдав 31-матчевую победную серию, подопечные Шипулина — Вадим Хамутцких, Сергей Баранов, Сергей Тетюхин, Александр Косарев, Алексей Кулешов, Андрей Егорчев, Пабло Меана — выиграли и чемпионат России.

#### 2003/2004
С 2003 года главным конкурентом белгородцев в российских соревнованиях являлось великолепно укомплектованное столичное «Динамо». Но остановить белгородский суперклуб Владимиру Грбичу, Доминику Дакену, Семёну Полтавскому и другим динамовским звёздам не удалось — «львы» обыграли москвичей в фантастическом по накалу и красоте решающем матче Кубка России и в финальной серии чемпионата страны. Открытием сезона стал либеро Алексей Вербов, вытеснивший из основного состава самого Пабло Меану. Геннадий Шипулин в очередной раз совершил чудо, за несколько месяцев превратив малоизвестного игрока, номинального связующего, не выступавшего ранее в сильных клубах, в основного либеро сборной России, блестяще проявившего себя уже в «Финале четырёх» Кубка России-2003 и в первых матчах за сборную в январе 2004-го на олимпийском отборочном турнире в Лейпциге.
Весной 2004 года «львы» второй раз подряд стали участниками «Финала четырёх» Лиги чемпионов, на сей раз проводившемся в Белгороде. Сомнений в том, кто его выиграет, не возникало ни у кого. Споры велись лишь о том, сможет ли кто-то из его участников оказать белгородцам на их площадке более или менее упорное сопротивление. Не смог ни французский «Тур», ни одинцовская «Искра» в финале.

#### 2004/2005
В межсезонье из «Белогорья» в столичное «Динамо» перешли тренер Борис Колчин, а также оба основных блокирующих — Андрей Егорчев и Алексей Кулешов, заменить которых удалось аргентинцем Алехандро Спайичем и вызванным из второй команды клуба молодым Вячеславом Махортовым. Также покинул команду либеро Алексей Вербов, отданный на сезон в аренду в сургутский ЗСК-«Газпром». Место Колчина занял знаменитый сербский специалист Зоран Гаич.
Не успев отойти от таких изменений и сыграться в новом составе, белгородцы уступили «Динамо» в полуфинале Кубка России (2:3) и весьма неровно играли в Лиге чемпионов. Однако, к главным матчам сезона «Локомотив» преобразился. Исход «раунда двенадцати» Лиги чемпионов был решён уже после первого матча, в котором «львы» разгромили «Динамо» в Москве — 3:0 за 1 час 13 минут. Незадолго до этой игры тренерский штаб команды ради работы со сборной России покинул Зоран Гаич. Не пощадили белгородцы на следующей стадии и грозный итальянский «Сислей» — 3:0 и «+27» превратили ответный матч в Тревизо в формальность. «Финал четырёх» Лиги проходил в греческих Салониках. В полуфинале белгородцы в абсолютно равном матче вынуждены были уступить дорогу хозяевам мини-турнира — «Ираклису» (2:3). В игре за третье место «львы» не оставили никаких шансов германскому «Фридрихсхафену» — 3:0.
В финальной серии чемпионата страны против «Динамо» белгородцы тоже были близки к неудаче: первая домашняя игра завершилась сухим поражением, а вторая победой на тай-брейке. В Москве соперники обменялись победами и пришлось бросать жребий, чтобы определить место проведения решающего матча. Счастье улыбнулось белгородцам, и 29 апреля, в день рождения Геннадия Шипулина, они продемонстрировали суперволейбол, разгромив москвичей со счётом 3:0 и стали 7-кратными чемпионами России. Попутно «Локомотив-Белогорье» установил и второй рекорд — 4 чемпионских титула подряд.

#### 2005/2006
Сезон-2005/06 «Локомотив-Белогорье» начал без вернувшегося на родину Пабло Меаны, которого заменил Алексей Вербов. В канун Нового года белгородцы выиграли Кубок России. В полуфинале Лиги чемпионов в Риме «Локомотив-Белогорье» вновь играл с греческим «Ираклисом» и вновь уступил в пяти партиях. В матче за третье место команда уверенно взяла верх над московским «Динамо» — 3:1. Эти соперники в третий раз подряд встретились в финальной серии чемпионата России, в которой для определения чемпиона страны опять же в третий раз потребовались все 5 матчей. Динамовцы, впервые имевшие преимущество своей площадки, в итоге выиграли титул. Но игра белгородцев заслуживает самых высоких оценок. Так, во втором московском матче, проигрывая по сетам 0:2, «львы» благодаря блестящей игре своего капитана Сергея Тетюхина, всю серию отыгравшего со сломанным пальцем и сделавшего в тот день 10 эйсов, вытащили безнадёжный матч. После чего третья встреча, проходившая в Белгороде, завершилась безоговорочной победой «Локомотива-Белогорья». На четвёртой игре 9 мая 2006 года — в День Победы — в Белгороде ожидали окончательной победы своей команды в серии, но при вызвавшем множество вопросов судействе успеха добились москвичи. В отличие от предыдущего сезона, место проведения последнего 5-го матча не определялось жребием, а было строго закреплено за Москвой, и выиграть в нём «львам» было не суждено.

### 2006—2008: два года без побед
В сезон-2006/07 «Локомотив-Белогорье» входил совсем новой командой. Команда лишилась своего костяка, который долгие годы составляли Сергей Тетюхин, Вадим Хамутцких и Александр Косарев. Они отправились в Казань и стали с местным «Динамо»-ТТГ чемпионами России, выбив «Белогорье» из борьбы за титул уже в четвертьфинальной серии. Единственным громким приобретением «Локомотива» стал капитан сборной США Томас Хофф, в основной состав вошли совсем молодые связующий Константин Лесик и доигровщик Дмитрий Красиков, выигравшие летом 2006 года в Казани чемпионат Европы среди молодёжных команд (до 20 лет). Новым капитаном команды стал 25-летний Сергей Баранов. В начале сезона белгородцы удивили многих, стартовав в Лиге чемпионов с 5 побед подряд, в том числе в гостях над будущим финалистом Лиги — французским «Туром» (3:0). Даже несмотря на то, что в первых двух матчах белгородцам засчитали технические поражения из-за неправильно оформленной заявки, команда сумела выйти в «раунд двенадцати». Однако, на решающие матчи сезона у молодых игроков не хватило опыта и сил. «Локомотив-Белогорье» уступил новоуренгойскому «Факелу» в полуфинале Кубка России, не добрался до «раунда шести» Лиги чемпионов, проиграв бельгийскому «Кнаку», и повторил худший результат в чемпионате России — 8-е место.
В межсезонье в тренерский штаб клуба вошли бразильские специалисты Маркос Миранда, Нери Тамбейро и Деннис Гомес. Ряды «Локомотива-Белогорья» пополнили также связующий Франк Депестель из Бельгии и два доигровщика — бразилец Самуэль и Илья Жилин. На встрече с журналистами и болельщиками перед началом сезона Шипулин заявил: «Мы, конечно, будем лезть на пьедестал».
Но на пьедестале оказаться вновь не удалось. Проиграв последние 7 матчей чемпионата, «львы» заняли лишь 6-е место, и им предстояло бороться в финале за 5-е место с «Уралом», дающее право на следующий год выступить в еврокубках. В тяжелейшей борьбе белгородскому клубу удалось переиграть уфимцев в четырёх матчах. Дефицит еврокубковых встреч «Локомотив-Белогорье» восполнил участием в традиционном рождественском турнире Flanders Volley Gala, где обыграл в финале сильный итальянский «Кунео».

### 2008—2011: возвращение на пьедестал
По окончании сезона-2007/08 «Локомотив-Белогорье» проявил большую активность на трансферном рынке. В клуб вернулись Сергей Тетюхин, Александр Косарев и Вадим Хамутцких. Из «Динамо» перешёл бразильский либеро Алан, из «Искры» — Тарас Хтей и Сергей Хорошев. Клуб также подписал контракт с лучшим бомбардиром чемпионата Франции-2007/08 в составе «Канна», диагональным сборной Латвии Гундарсом Целитансом.
Строительство новой команды продолжилось и по ходу сезона — после серии поражений в ноябре-декабре Шипулин отчислил бразильских тренеров и пригласил себе в помощники Юрия Панченко. В «Локомотив-Белогорье» из «Металлоинвеста» вернулся Дмитрий Мусэрский, место травмированного Алана занял олимпийский чемпион Ричард Лэмбурн. Концовку регулярного чемпионата белгородцы провели очень мощно, и только поражение в последнем туре от неожиданного лидера сезона — новоуренгойского «Факела» — не позволило им занять 4-е место и получить преимущество своей площадки в четвертьфинальной серии плей-офф.
Белгородцы после годичной паузы вернулись к выступлениям на европейской арене. Подопечные Геннадия Шипулина достаточно уверенно добрались до «Финала четырёх» Кубка Европейской конфедерации волейбола и рассчитывали принять финальный турнир у себя, в Белгороде. Однако местом проведения решающих матчей Кубка в итоге был выбран Олимпийский комплекс Афин. «Львы», последовательно обыграв испанскую «Уникаху» и хозяев турнира из «Панатинаикоса», стали обладателями второго по значимости европейского волейбольного кубка. Через три дня после этой победы «Локомотив-Белогорье» в Казани проиграл тяжёлый и, как оказалось, ключевой матч четвертьфинала чемпионата России местному «Зениту». Белгородцам вновь, как и годом ранее, пришлось участвовать в утешительном турнире, завершившимся для них пятым местом Суперлиги.
Летом 2009 года белгородский клуб вновь расстался с Сергеем Тетюхиным, Александром Косаревым, Вадимом Хамутцких и Сергеем Барановым. Геннадий Шипулин в очередной раз сделал ставку на молодых игроков, выступавших в предыдущем сезоне за «Металлоинвест», фактически являвшемся фарм-клубом «Локомотива-Белогорья», а также пригласил в команду Станислава Динейкина и поляка Лукаша Кадзевича, а в период дозаявок — греческого связующего Василеоса Курнетаса. Все новички белгородского клуба сыграли с максимальной отдачей, полностью оправдав доверие тренерского штаба, причём с лучшей стороны показали себя не только набирающиеся опыта молодые игроки, но и «ветеран» Станислав Динейкин, и давно не бывшие на первых ролях Тарас Хтей и Василеос Курнетас. «Львам» не удалось опередить безусловного лидера сезона, которым был казанский «Зенит» — несмотря на 9 побед подряд команда Шипулина финишировала второй на предварительном этапе и проиграла казанцам финальную серию плей-офф, решив всё же другую важную задачу: спустя 4 года «Локомотив-Белогорье» вернулся в Лигу чемпионов.
Почти весь сезон 2010/11 годов белгородцы провели без легионеров: ни снова приглашённый в команду после длительного перерыва аргентинец Алехандро Спайич, ни итальянский связующий Джакомо Синтини ожиданий тренерского штаба не оправдали. В очередной раз игроками «Локомотива-Белогорья» стали Александр Косарев и Игорь Колодинский. На предварительном этапе чемпионата России подопечные Геннадия Шипулина заняли 6-е место, а в Лиге чемпионов не смогли пройти итальянский «Кунео» на стадии «раунда двенадцати». Однако к плей-офф российского чемпионата железнодорожники подошли практически в оптимальном состоянии, одержали в четвертьфинальной серии победу с одноклубниками из Новосибирска, а в полуфинале навязали борьбу московскому «Динамо», но уступили в решающем пятом матче. В серии за 3-е место «Локомотив-Белогорье» был сильнее «Динамо» из Краснодара и впервые в своей истории выиграл бронзовые медали национального чемпионата.

### 2011—2012: ради сборной
30 августа 2011 года новым спонсором клуба стал холдинг «Металлоинвест» и он был переименован в «Белогорье».
Сезон 2011/12 годов, несмотря на возвращение Вадима Хамутцких и Сергея Тетюхина, сложился для «Белогорья» неудачно. Команда чередовала яркие игры с провальными. В конце декабря подопечные Геннадия Шипулина выбыли из розыгрыша Кубка CEV, проиграв на стадии 1/8 финала московскому «Динамо». Через несколько дней в четвертьфинале Кубка России «львы» одержали волевую победу над казанским «Зенитом» на его площадке, но в матче за выход в финал вчистую уступили новосибирскому «Локомотиву». В чемпионате России команда заняла 3-е место в зоне «Запад» предварительного этапа и в 1/8 финала, несмотря на преимущество своей площадки, проиграла сургутской команде «Газпром-Югра», после чего впервые в истории приняла участие в турнире за сохранение прописки в Суперлиге и заняла итоговое 9-е место. На протяжении большей части сезона белгородцы играли без двух ключевых игроков — в декабре 2011 года перенёс операцию блокирующий Дмитрий Мусэрский, а в марте 2012-го — капитан команды доигровщик Тарас Хтей. Геннадий Шипулин дал им возможность залечить травмы и восстановиться, принеся сезон в жертву интересам сборной. 12 августа 2012 года игроки «Белогорья» Сергей Тетюхин, Дмитрий Мусэрский, Тарас Хтей и Дмитрий Ильиных в составе сборной России стали чемпионами Олимпийских игр в Лондоне.

### 2012—2013: десятое золото Тетюхина
Начало сезона-2012/13 складывалось для «Белогорья» непросто (в первом круге чемпионата страны команда одержала шесть побед при пяти поражениях), но в конце декабря «львы» смогли добиться красивой победы над «Зенитом» в финале Кубка России. Во второй половине сезона, когда всё увереннее стал выглядеть новобранец «Белогорья» немецкий диагональный Георг Грозер и вернулся в игру Сергей Тетюхин, имевший проблемы со здоровьем после Олимпиады в Лондоне, команда Шипулина заметно преобразилась, но всё же заняла лишь 4-е место в Синей группе, означавшее сложный путь в плей-офф. В 1/8 финала белгородцы победили московское «Динамо», в четвертьфинале, отыгравшись в серии со счёта 0—2 по матчам, взяли верх над победителем Лиги чемпионов новосибирским «Локомотивом», а в полуфинале сломили сопротивление победителя четырёх предыдущих чемпионатов страны «Зенита». Соперником «Белогорья» по финалу стал укомплектованный опытными игроками «Урал». После двух побед в Уфе со счётом 3:2, «львы» взяли третий матч серии со счётом 3:0 и в восьмой раз стали чемпионами России. Самый результативный волейболист «Белогорья» Дмитрий Мусэрский был признан лучшим игроком Кубка и чемпионата России. Сергей Тетюхин завоевал десятый в карьере титул чемпиона страны.

### 2013—2015: новый триумф в Европе

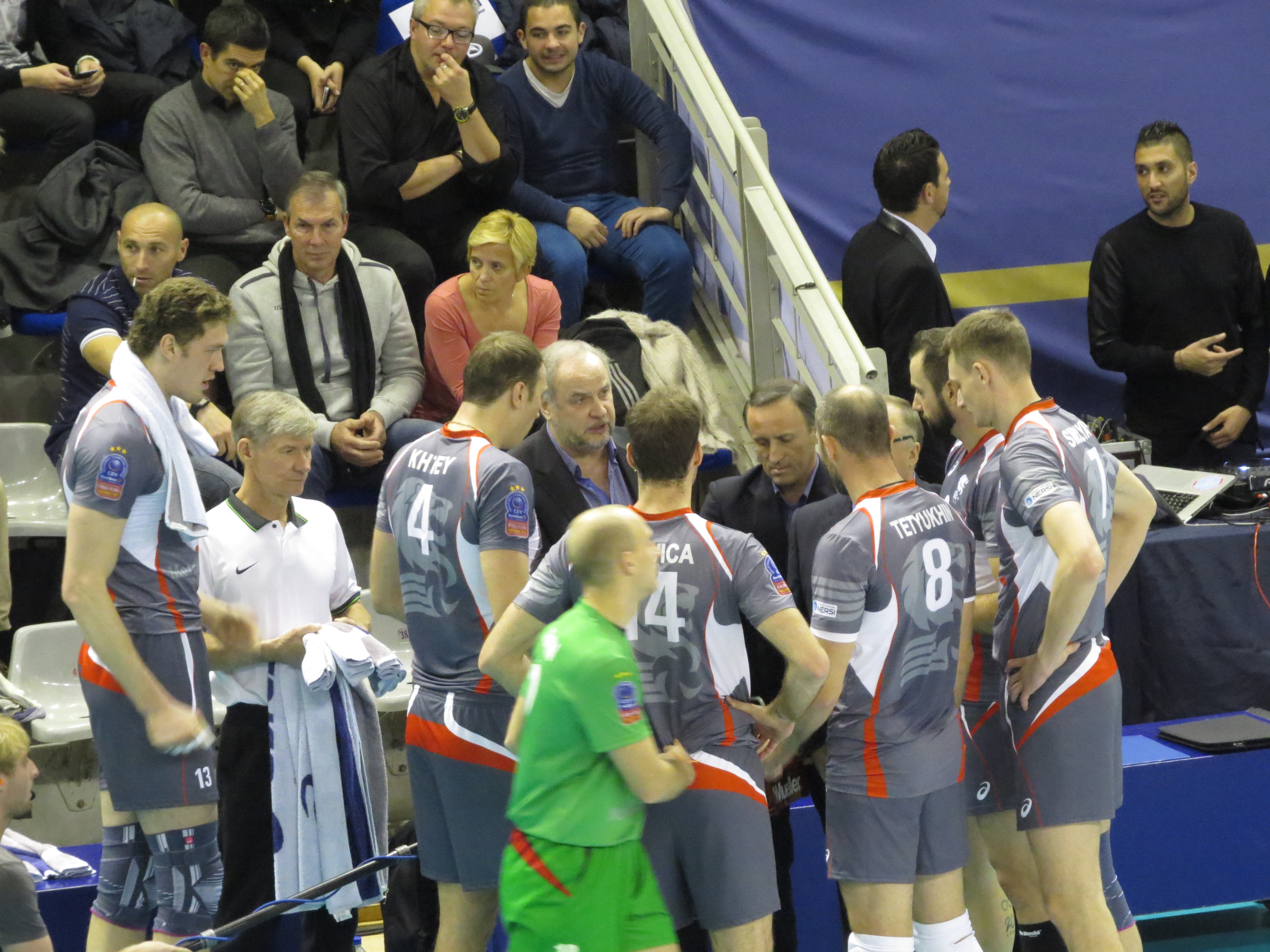
6 ноября 2014 года. Тренерский штаб и игроки «Белогорья» Дмитрий Мусэрский, Тарас Хтей, Роман Брагин, Драган Травица, Сергей Тетюхин, Артём Смоляр, Георг Грозер во время тайм-аута в матче Лиги чемпионов

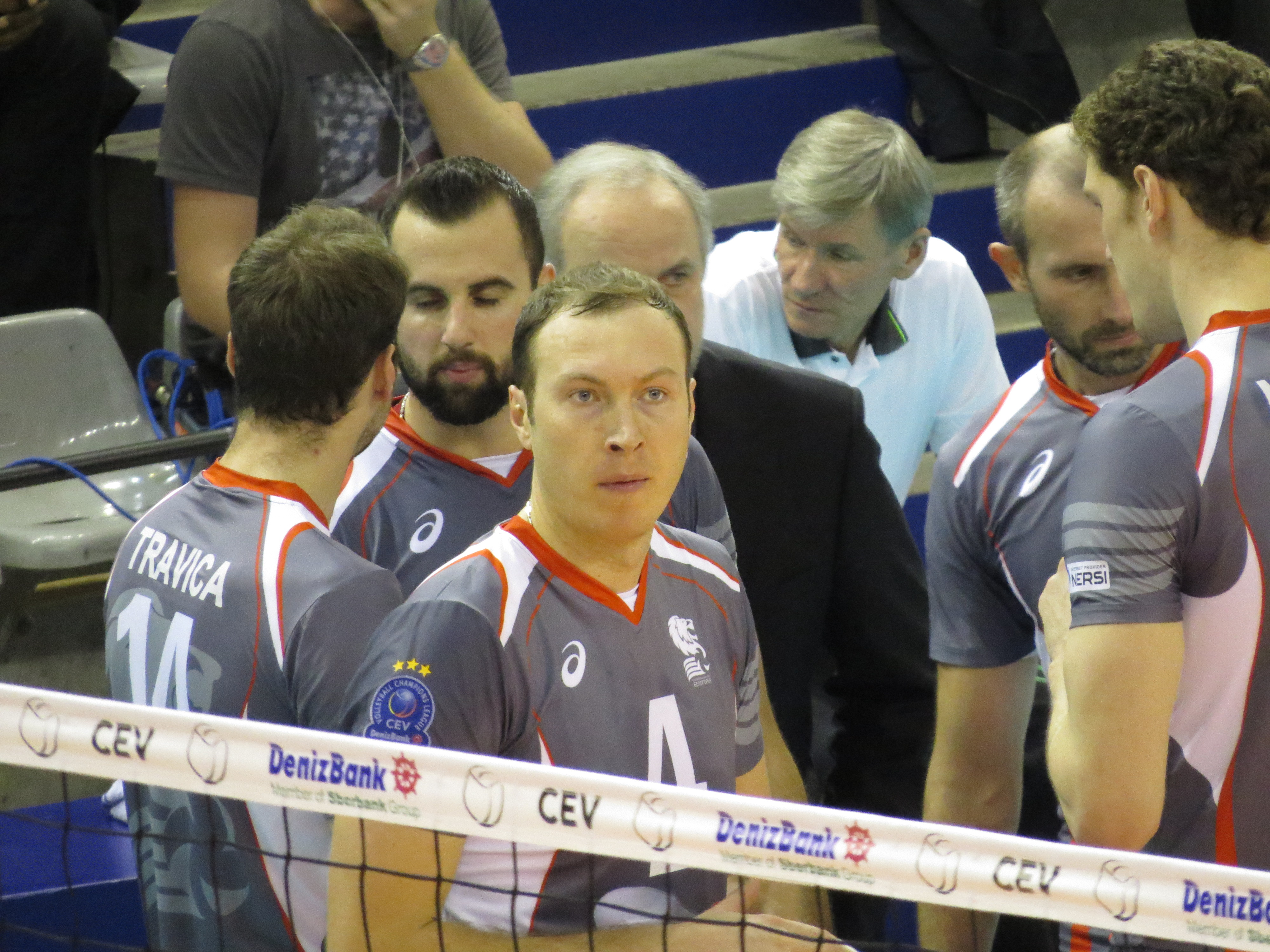
Тарас Хтей — капитан «Белогорья» в 2009—2017 годах, ныне — спортивный директор клуба

В новом сезоне «Белогорью» предстояло не только отстаивать звание сильнейшего клуба России, но и вернуться к выступлениям на европейской арене. Главными действующими лицами команды остались те же игроки, за исключением перешедшего в «Кузбасс» связующего Сергея Макарова, вместо которого был заявлен игрок сборной Италии Драган Травица. С появлением в команде Максима Пантелеймоненко ещё более усилилась линия доигровщиков — в распоряжении Геннадия Шипулина и Бориса Колчинса оказались сразу шесть игроков этого амплуа: как всегда приносящий колоссальную пользу команде Сергей Тетюхин и вернувшийся в строй после операции капитан Тарас Хтей, доказывающие своей игрой право выходить в стартовой шестёрке Пантелеймоненко и Дмитрий Ильиных и исполнявшие эпизодические, но очень важные роли Александр Косарев и Антон Фоменко. Игру белгородцев в атаке по-прежнему определяли Георг Грозер и Дмитрий Мусэрский, которому у сетки помогали многоопытные блокирующие Александр Богомолов и Алексей Казаков.
В сезоне 2013/14 годов белгородцы продолжили собирать трофеи, выиграв Суперкубок и Кубок России, на одном дыхании прошли групповой этап Лиги чемпионов (шесть побед с общим счётом 18:0 — повторение прошлогоднего рекорда казанского «Зенита»), одолели в сериях плей-офф черногорскую «Будванскую Ривьеру» и итальянский «Трентино» и стали участниками «Финала четырёх» в Анкаре. В полуфинальном матче «львы» обыграли казанский «Зенит», а в финале в потрясающем по красоте и накалу матче вырвали победу со счётом 3:1 у хозяина площадки — турецкого «Халкбанка». В чемпионате России, заключительная стадия которого проходила в формате «Финала шести», белгородцы заняли 3-е место, в полуфинальном матче потерпев поражение от «Зенита», а в матче за бронзу взяв верх над столичным «Динамо». Как победитель Лиги чемпионов «Белогорье» приняло участие на клубном чемпионате мира, впервые проходившем в мае, менее чем через неделю после завершения российского первенства. В Белу-Оризонти команда Геннадия Шипулина выиграла все свои матчи, включая финал, в котором одержала волевую победу со счётом 3:1 над собравшим мощный состав для этого турнира катарским «Аль-Райаном».
Перед сезоном-2014/15 в состав «Белогорья» вернулся воспитанник клуба Артём Смоляр, покинули команду Руслан Ханипов, Максим Пантелеймоненко, Алексей Казаков. Подопечным Геннадия Шипулина не удалось повторить прошлогодние достижения: в розыгрыше Кубка России, решающие игры которого вновь проходили в Белгороде, «львы» уступили в полуфинале новосибирскому «Локомотиву», а в Лиге чемпионов выбыли из борьбы на стадии «раунда двенадцати», проиграв в золотом сете «Халкбанку». Тем временем белгородцы финишировали первыми по итогам регулярного чемпионата России, но полученное преимущество своей площадки не стало решающим фактором в финальной серии с «Зенитом», сумевшим выиграть второй матч в Белгороде и завершить противостояние в свою пользу в Казани.

### 2015—2018: молодые тренеры
Осенью 2015 года Геннадий Шипулин, оставаясь главным тренером, отошёл от непосредственного руководства командой во время матчей, доверив свои обязанности недавно завершившим карьеру игрокам. В сезоне-2015/16 под руководством старшего тренера Вадима Хамутцких «Белогорье» выиграло бронзу чемпионата России, а в следующем, когда правой рукой Шипулина был Александр Косарев, довольствовалось четвёртым местом. В Лиге чемпионов белгородцы в обоих сезонах завершали выступления на стадии «раунда шести», проигрывая соответственно итальянскому «Трентино» и казанскому «Зениту». 26 марта 2017 года в клубе произошло неординарное событие — в матче чемпионата России против «Зенита» Сергей Тетюхин сыграл в стартовом составе вместе со своим средним сыном Павлом.
Перед началом сезона-2017/18 старшим тренером «Белогорья» был назначен Александр Богомолов, но в сентябре клуб пригласил румынского специалиста Георге Крецу. Состав команды пополнили перешедшие из московского «Динамо» связующий Сергей Гранкин и диагональный Константин Бакун. В декабре 2017 года после поражения в домашнем полуфинале Кубка России от «Кузбасса» Крецу подал в отставку, и Богомолов вернулся на свой прежний пост. На этом тренерские перестановки не закончились. В середине февраля 2018 года, после поражения от «Кузбасса» в матче предварительного этапа чемпионата страны, руководить командой был приглашён Владимир Кузюткин, но не отработав и месяца, он покинул «Белогорье» после очередного проигрыша всё тем же кемеровчанам, случившегося на сей раз в первом матче четвертьфинальной серии национального первенства. После этого должность старшего тренера занял Александр Косарев, которого, по словам спортивного директора клуба Тараса Хтея, выбрали на командном собрании сами игроки. Все эти изменения, а также возвращение по ходу сезона Георга Грозера не привели «Белогорье» к успеху в национальном чемпионате, но в то же время команда смогла завоевать второй в своей истории Кубок Европейской конфедерации волейбола, обыграв в финальных матчах турецкий «Зираатбанк».

### 2018—2021: перемены и провал
После завершения сезона-2017/18 в «Белогорье», по словам Геннадия Шипулина, оставившего пост главного тренера, произошёл «апгрейд»: команду возглавил сербский специалист Слободан Ковач, капитан белгородцев Сергей Тетюхин объявил о завершении карьеры, а Дмитрий Мусэрский перешёл в японский «Сантори Санбёрдз». Новобранцами клуба стали диагональный Денис Земчёнок, доигровщики-легионеры Джон Перрин и Неманья Петрич, блокирующий Александр Гуцалюк и либеро Валентин Голубев. В чемпионате России «Белогорье» заняло 6-е место, но выиграло Кубок вызова.
Сезон-2019/20 белгородцы начинали под руководством Александра Косарева, которого сменил серб Слободан Проклячич, а в декабре 2019 года главным тренером стал Борис Колчин. В национальном чемпионате, не завершённом из-за распространения коронавирусной инфекции COVID-19, «Белогорье» классифицировалось на 8-м месте.
В мае 2020 года команду возглавил хорватский тренер Игорь Юричич, но уже после двух туров нового чемпионата России он был отправлен в отставку. Затем «Белогорье» доверили бразильскому тренеру Маркосу Миранде, который изначально должен был работать с молодёжкой. В конце марта 2021 года с ним расстались досрочно и старшим тренером до конца сезона стал Алексей Казаков. В команде были активно задействованы молодые игроки (Павел Тетюхин, Иван Кузнецов, Егор Сиденко, Всеволод Абрамычев) и легионеры, которые не добавили команде сил. Итогом стало худшее место в истории выступления клуба в Суперлиге — 14-е.
Межсезонье 2021 года отметилось тем, что «Белогорье» рассталось с целой группой опытных волейболистов — команду покинули девять человек: связующие Игорь Колодинский, Сергей Багрей, Егор Казбанов, блокирующие Сергей Червяков, Сергей Рохин, Руслан Ханипов, доигровщики Дмитрий Ильиных, Дмитрий Леонтьев и либеро Никита Ерёмин. Новым тренером вновь стал Борис Колчин.

### 2021 — н. в.: стабилизация команды
Два сезона под руководством Бориса Колчина провела в середине турнирной таблицы и не попадая на финальные этапы плей-офф. 
В мае 2023 года «Белогорье» возглавил тренер-дебютант Александр Волков. После первого круга сезона-2023/24 команда под руководством Волкова занимала 6-е место в турнирной таблице, проиграв 7 из 15 матчей, а затем выиграла все 15 матчей во втором круге и завершила регулярный чемпионат на третьем месте. По итогам матчей плей-офф «Белогорье» стало бронзовым призёром Суперлиги.

## Результаты в чемпионатах России
| Сезон   | Лига              | Место | И  | В  | П  | С/П    |
| ------- | ----------------- | ----- | -- | -- | -- | ------ |
| 1992/93 | Высшая лига (I)   | 8-е   | 26 | 14 | 12 | 47:52  |
| 1993/94 | Высшая лига (I)   | 7-е   | 26 | 18 | 8  | 60:35  |
| 1994/95 | Высшая лига (I)   | 2-е   | 26 | 17 | 9  | 54:36  |
| 1995/96 | Суперлига (I)     | 2-е   | 33 | 25 | 8  | 85:41  |
| 1996/97 | Суперлига (I)     | 1-е   | 37 | 30 | 7  | 97:45  |
| 1997/98 | Суперлига «А» (I) | 1-е   | 35 | 30 | 5  | 95:40  |
| 1998/99 | Суперлига «А» (I) | 2-е   | 25 | 18 | 7  | 59:31  |
| 1999/00 | Суперлига (I)     | 1-е   | 35 | 23 | 12 | 81:52  |
| 2000/01 | Суперлига (I)     | 5-е   | 42 | 24 | 18 | 92:74  |
| 2001/02 | Суперлига (I)     | 1-е   | 47 | 42 | 5  | 133:31 |
| 2002/03 | Суперлига (I)     | 1-е   | 44 | 36 | 8  | 112:39 |
| 2003/04 | Суперлига (I)     | 1-е   | 33 | 29 | 4  | 91:29  |
| 2004/05 | Суперлига (I)     | 1-е   | 34 | 29 | 5  | 92:40  |
| 2005/06 | Суперлига (I)     | 2-е   | 33 | 26 | 7  | 84:42  |
| 2006/07 | Суперлига (I)     | 8-е   | 18 | 7  | 11 | 27:41  |
| 2007/08 | Суперлига (I)     | 5-е   | 26 | 14 | 12 | 49:55  |
| 2008/09 | Суперлига (I)     | 5-е   | 32 | 21 | 11 | 70:49  |
| 2009/10 | Суперлига (I)     | 2-е   | 34 | 24 | 10 | 83:53  |
| 2010/11 | Суперлига (I)     | 3-е   | 32 | 18 | 14 | 68:55  |
| 2011/12 | Суперлига (I)     | 9-е   | 29 | 20 | 9  | 71:43  |
| 2012/13 | Суперлига (I)     | 1-е   | 36 | 26 | 10 | 90:53  |
| 2013/14 | Суперлига (I)     | 3-е   | 26 | 23 | 3  | 71:24  |
| 2014/15 | Суперлига (I)     | 2-е   | 35 | 30 | 5  | 95:33  |
| 2015/16 | Суперлига (I)     | 3-е   | 26 | 19 | 7  | 61:33  |
| 2016/17 | Суперлига (I)     | 4-е   | 32 | 22 | 10 | 75:42  |
| 2017/18 | Суперлига (I)     | 5-е   | 34 | 25 | 9  | 81:43  |
| 2018/19 | Суперлига (I)     | 6-е   | 34 | 21 | 13 | 76:51  |
| 2019/20 | Суперлига (I)     | 8-е   | 19 | 8  | 11 | 27:40  |
| 2020/21 | Суперлига (I)     | 14-е  | 32 | 7  | 25 | 36:83  |
| 2021/22 | Суперлига (I)     | 6-е   | 30 | 17 | 13 | 64:47  |
| 2022/23 | Суперлига (I)     | 5-е   | 44 | 31 | 13 | 98:56  |
| 2023/24 | Суперлига (I)     | 3-е   | 40 | 29 | 11 | 104:53 |
| 2024/25 | Суперлига (I)     | 3-е   | 36 | 27 | 9  | 92:48  |

## Достижения

### Международные турниры
«Белогорье» по состоянию на 31 марта 2019 года — обладатель 25 трофеев, что ставит его на третье место в списке самых титулованных российских клубов.
- Победитель клубного чемпионата мира — 2014;
- 3-кратный победитель Лиги чемпионов — 2002/03, 2003/04, 2013/14;
- Победитель Кубка ЕКВ — 2008/09, 2017/18;
- Обладатель Кубка вызова — 2018/19;
- Финалист Кубка ЕКВ — 2001/02.

### Российские соревнования
- 8-кратный чемпион России — 1996/97, 1997/98, 1999/00, 2001/02, 2002/03, 2003/04, 2004/05, 2012/13;
- Серебряный призёр чемпионата России — 1994/95, 1995/96, 1998/99, 2005/06, 2009/10, 2014/15;
- Бронзовый призёр чемпионата России — 2010/11, 2013/14, 2015/16, 2023/24, 2024/25;
- 8-кратный победитель Кубка России — 1995, 1996, 1997, 1998, 2003, 2005, 2012, 2013;
- Финалист Кубка России — 2015;
- Бронзовый призёр Кубка России — 2014, 2016;
- 2-кратный победитель Суперкубка России — 2013, 2014.

## Сезон-2024/25

### Переходы
- Пришли: связующий Роман Жось («Нефтяник»), доигровщики Андрей Марченко («Шахтёр», Беларусь) и Юрий Бережко («Спор Тото», Турция), центральный блокирующий Александр Мельников («Факел-Ямал»), либеро Валентин Голубев («Кузбасс») и Максим Будюхин («Динамо-Урал»).
- Ушли: связующий Кирилл Чекмизов («Нефтяник»), доигровщики Станислав Маслиев («Югра-Самотлор») и Руслан Галимов («Енисей»), либеро Роман Брагин («Кузбасс») и Валентин Кротков («Зенит» Казань).

### Состав команды
| №                       | Имя                     | Год рождения            | Рост                    |                         |                         |
| Центральные блокирующие | Центральные блокирующие | Центральные блокирующие | Центральные блокирующие | Центральные блокирующие | Центральные блокирующие |
| ----------------------- | ----------------------- | ----------------------- | ----------------------- | ----------------------- | ----------------------- |
| 3                       | Юрий Цепков             | 1995                    | 200                     |                         |                         |
| 10                      | Александр Мельников     | 1997                    | 205                     |                         |                         |
| 13                      | Сергей Червяков         | 1989                    | 202                     |                         |                         |
| 17                      | Георгий Заболотников    | 2002                    | 213                     |                         |                         |
| Связующие               |                         |                         |                         |                         |                         |
| 2                       | Роман Жось              | 1995                    | 197                     |                         |                         |
| 12                      | Роман Порошин           | 1995                    | 196                     |                         |                         |
| Диагональные            |                         |                         |                         |                         |                         |
| 11                      | Мохаммед Аль-Хачдади    | 1991                    | 198                     |                         |                         |
| 14                      | Иван Подребинкин        | 1993                    | 199                     |                         |                         |

| №                                 | Имя              | Год рождения | Рост        |             |             |
| Доигровщики                       | Доигровщики      | Доигровщики  | Доигровщики | Доигровщики | Доигровщики |
| --------------------------------- | ---------------- | ------------ | ----------- | ----------- | ----------- |
| 8                                 | Павел Тетюхин    | 2000         | 196         |             |             |
| 9                                 | Юрий Бережко     | 1984         | 198         |             |             |
| 15                                | Андрей Марченко  | 1997         | 183         |             |             |
| 22                                | Чжан Цзинъинь    | 1999         | 207         |             |             |
| Либеро                            |                  |              |             |             |             |
| 1                                 | Максим Будюхин   | 1992         | 186         |             |             |
| 27                                | Валентин Голубев | 1992         | 187         |             |             |
| Главный тренер — Александр Волков |                  |              |             |             |             |
| Старший тренер — Леонид Кузнецов  |                  |              |             |             |             |

## Арена
Домашние матчи «Белогорье» проводил во дворце спорта «Космос» (улица Королёва, 5), трибуны которого вмещают 3528 зрителей.
10 ноября 2006 года на крыльце дворца спорта «Космос» была установлена скульптурная композиция «Волейболисты», посвящённая выдающимся достижениям «Локомотива-Белогорья». Авторы монумента Александр Ридный и Тарас Костенко создали собирательный образ спортсменов, но жители города в изображённой атаке первым темпом угадывают черты Вадима Хамутцких и Сергея Тетюхина, за которыми со скамейки наблюдает тренер, Геннадий Шипулин.
14 мая 2021 года была открыта новая универсальная арена для клуба — «Белгород Арена» (10 тысяч зрителей).
С 2023 года «Белогорье» играет и базируется в Туле на «Тула-Арене» из-за нестабильной ситуации в Белгородской области по причине вторжения России на Украину.